# Sabiha Gökçen
Sabiha Gökçen (Bursa, 22 de marzo de 1913-Ankara, 22 de marzo de 2001) fue una militar y aviadora turca, conocida por ser la primera aviadora de combate en el mundo y la primera mujer aviadora de Turquía, a la edad de 23 años. Fue también una de los ocho niños adoptados de Mustafa Kemal Atatürk.

## Biografía

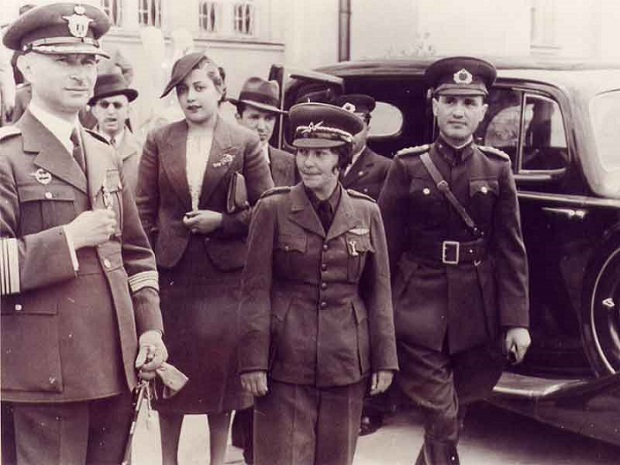
Sabiha Gökçen (centro) en uniforme, hacia 1938.

Los orígenes de Sabiha Gökçen no están claros. Según la historiografía oficial turca, fue adoptada por Atatürk durante una visita de éste a Bursa en 1925, al tener conocimiento de las malas condiciones en que vivía. Sabiha se convirtió así en otra de los niños adoptados por Atatürk, residiendo en el palacio presidencial de Ankara. Realizó sus estudios en la capital turca y en Estambul. Desde joven se vio fascinada por el mundo de la aeronáutica.
En 1936 entró en la Academia de la Fuerza Aérea Turca, realizando además un curso de formación en la Unión Soviética; posteriormente obtuvo su licencia de piloto. Durante los 28 años que estuvo en la Fuerza Aérea, realizó 8000 horas de vuelo y probó 22 tipos de aviones. Tras ingresar en la Fuerza Aérea Turca, en junio de 1937 realizó además su primer servicio de guerra bombardeando las posiciones de rebeldes kurdos durante la Rebelión de Dersim. En 1938, poco antes de la muerte de su mentor, realizó un exitoso raid aéreo por las capitales de los Balcanes que le dio gran celebridad.
Sabiha se convirtió así en el símbolo de la nueva Turquía republicana, moderna y secular, que Atatürk encarnaba.

## Homenajes
El segundo aeropuerto de Estambul fue nombrado Aeropuerto Internacional Sabiha Gökçen en su honor.
Fue seleccionada para aparecer en el póster "Los 20 aviadores más grandes de las historia" de la Fuerza Aérea de los Estados Unidos en 1996, siendo la única mujer en el póster. El buscador Google, el 22 de marzo de 2009, cambió su logo en su versión turca para homenajearla.